# Eugen Dücker

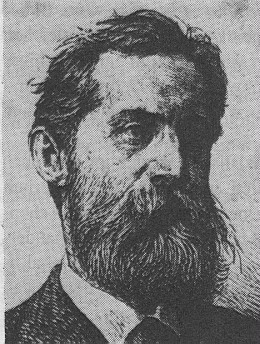
Retrato de 1900.

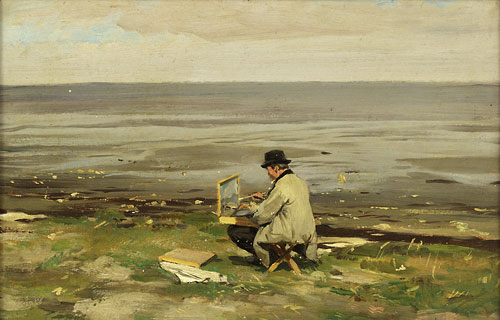
Autorretrato.

Eugen Dücker o Eugène Gustav Dücker (Kuressaare, 29 de enero de 1841 - 6 de diciembre de 1916, Düsseldorf) fue un pintor germanoestonio de estilo romanticista.

## Trayectoria
Eugen Dücker era hijo del maestro carpintero Eduard Dücker (1813-1886) y su esposa Amalie, de soltera Fischer (1810-1880). Su hermana y alumna fue la pintora Marie Dücker. Provenían de la familia germano-báltica Dücker de la isla de Ösel en el mar Báltico. Recibió sus primeras lecciones de dibujo del dibujante y litógrafo Friedrich Sigismund Stern. De 1858 a 1862 asistió a la Academia de San Petersburgo, donde primero estudió escultura con David Jensen (1816-1902) y luego se dedicó a la pintura de paisajes con Ssokrat Maximowitsch Vorobjeff (1817-1888). Viajó por Europa con una beca de viaje de seis años. Fue a Karlsruhe, donde tomó lecciones de Karl Friedrich Lessing, y a Múnich. En 1864 se instaló en Düsseldorf, se convirtió en el sucesor de Oswald Achenbach en 1872 y se convirtió en profesor de pintura de paisajes en la Academia de Arte de Düsseldorf y permaneció así durante 44 años. El 14 de abril de 1874 se casó con Regina Schneeloch en Düsseldorf. En 1879/80 se quedó en la colonia de pintores de Hesse de Kleinsassen. En 1890, Dücker vivía en la casa de la viuda del pintor Eduard Schoenfeld en la Pempelforter Straße, 60.[2]
Los viajes de estudio lo llevaron a Holanda, Bélgica, Francia e Italia. Para sus estudios, Dücker prefirió el paisaje del norte de Alemania, especialmente los mares del Norte y Báltico, por donde viajaba a menudo con su amigo Carl Irmer y los alumnos de su clase de pintura. La mayoría de sus imágenes muestran el mar desde la playa, más tarde también las montañas Harz y los brezales. Debido a la gran cantidad de alumnos que lo siguieron en su concepción naturalista del arte, Dücker es considerado como el fundador de la "Línea Dücker" en la pintura de paisaje de Düsseldorf.[3][4]
Dücker fue miembro de las academias de arte de San Petersburgo, Berlín, Estocolmo y de las asociaciones de acuarelistas de San Petersburgo, Viena y Bruselas, y también miembro de la Asociación de Artistas de Düsseldorf, la Asociación de Artistas de Düsseldorf Malkasten y el Club de Grabado de Düsseldorf.
   "Su importancia artística radica en la superación del paisajismo del romanticismo tardío en Düsseldorf".
– Rolf Andrée

## Alumnos
Karl Bock, Max Clarenbach, Andreas Dirks, Wilhelm Fritzel, Willy Hamacher, Heinrich Hermanns, Olof Jernberg,  Eugen Kampf, Franz Korwan, Helmuth Liesegang, Georg Macco, Edgar Meyer, Otto Modersohn, Erich Nikutowski, Walter Ophey, Fritz Overbeck, Lina von Perbandt, Heinrich Petersen-Angeln, Albert Pütz, Gerhard von Rosen, August Schlüter, Friedrich Schwinge, Otto Serner, Otto Strützel, Willi Tillmans, Carl Vinnen y Carl Wuttke.

## Galería

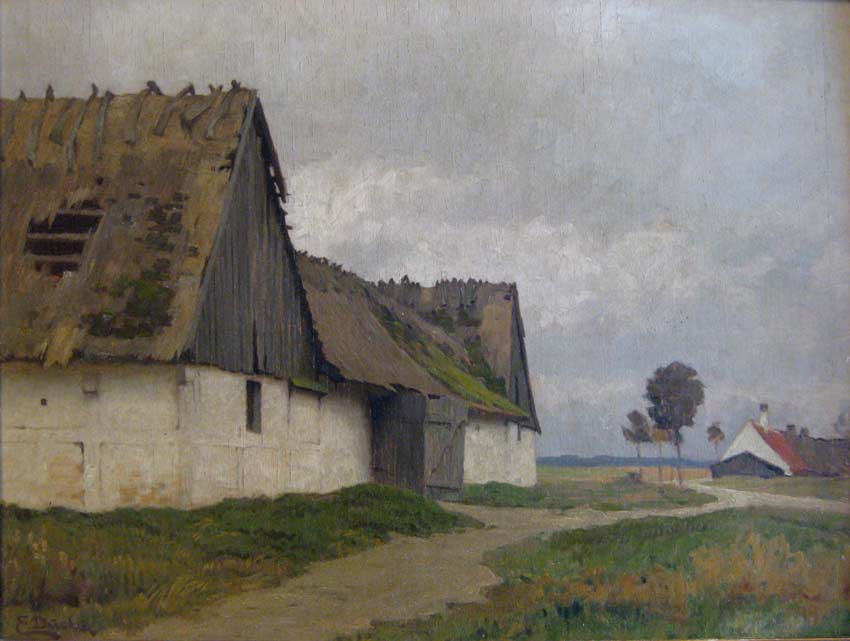
Eugen Dücker - Taluõu
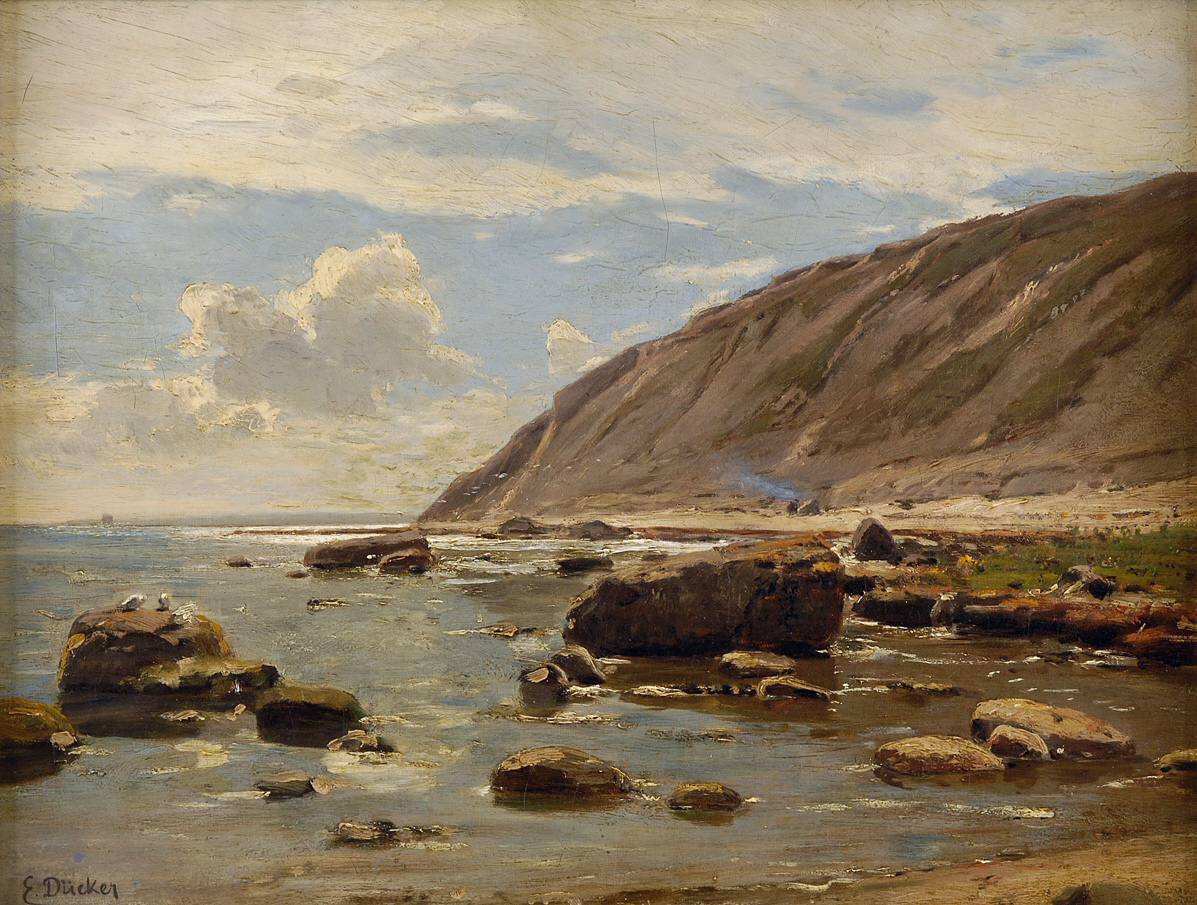
Eugen Dücker Küstenlandschaft.
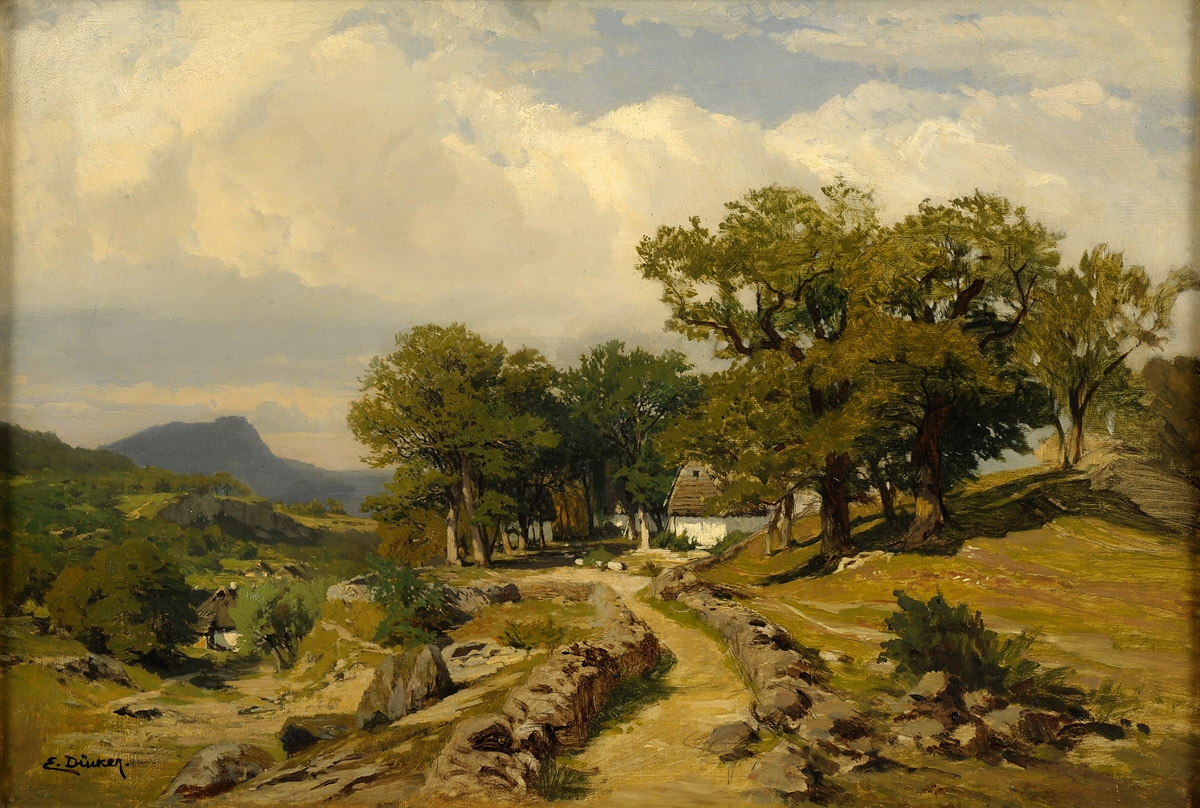
Eugen Dücker Landschaft
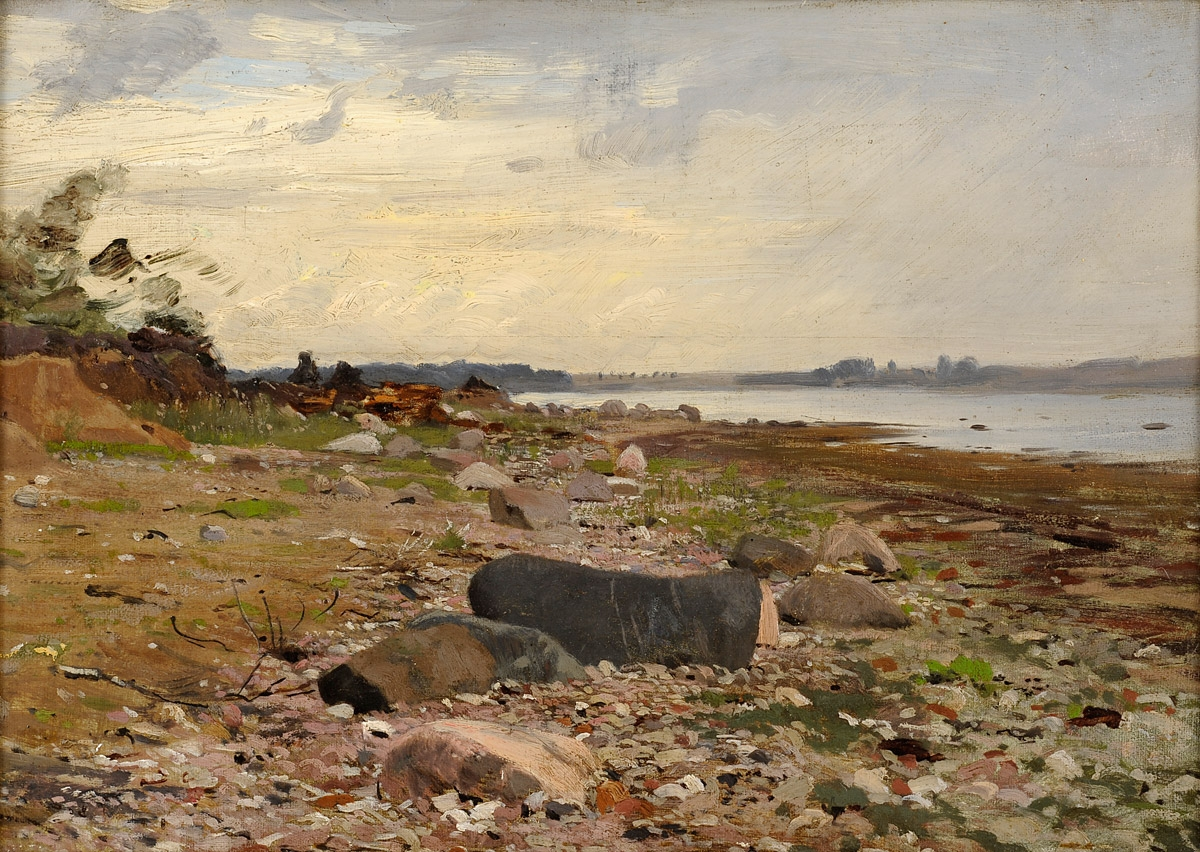
Eugen Dücker Strandszene.
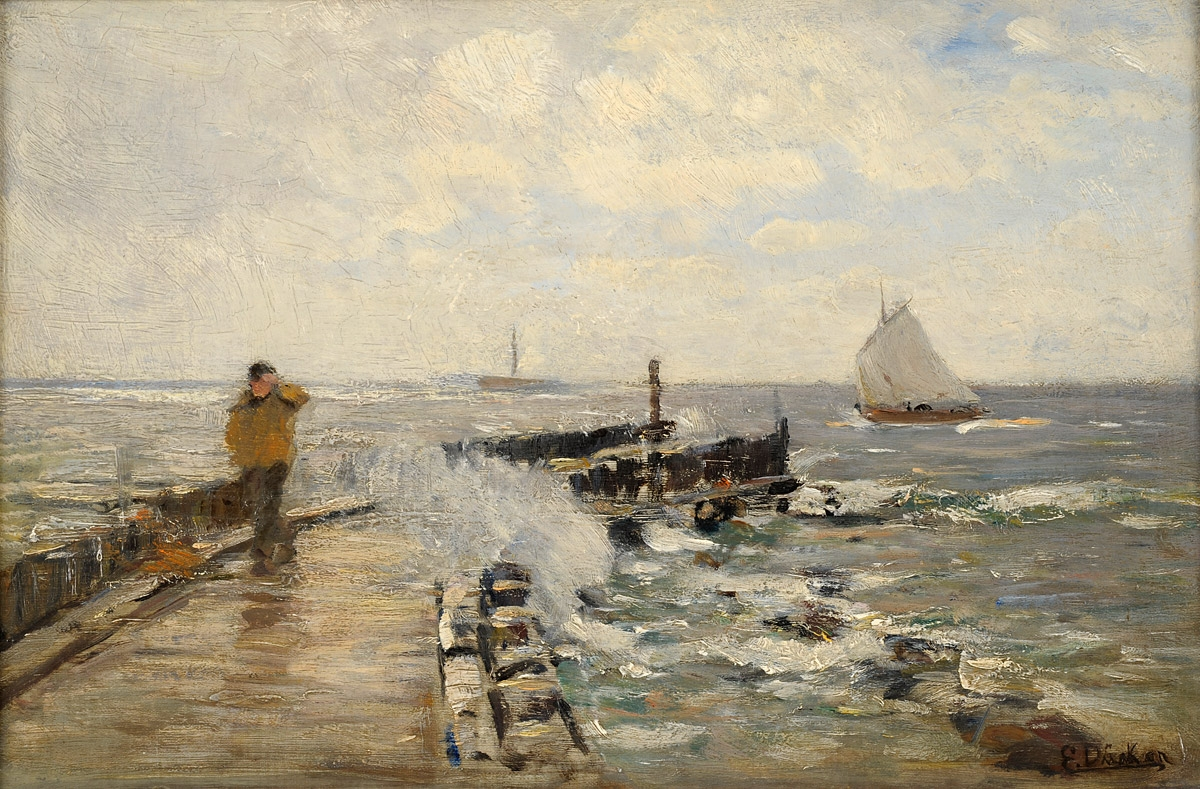
Eugen Dücker Auf der Mole.
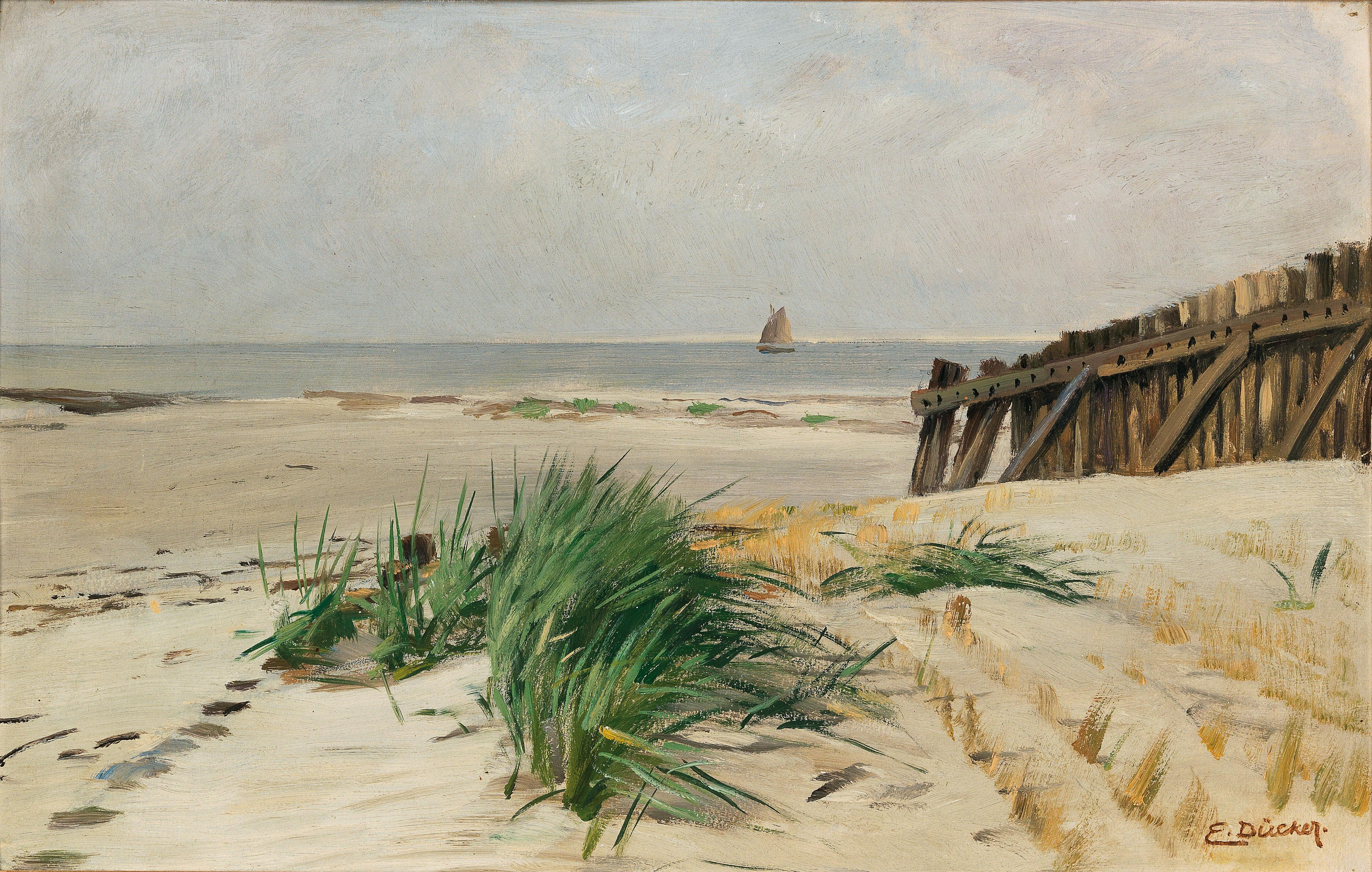
Eugen Dücker - On the Beach.
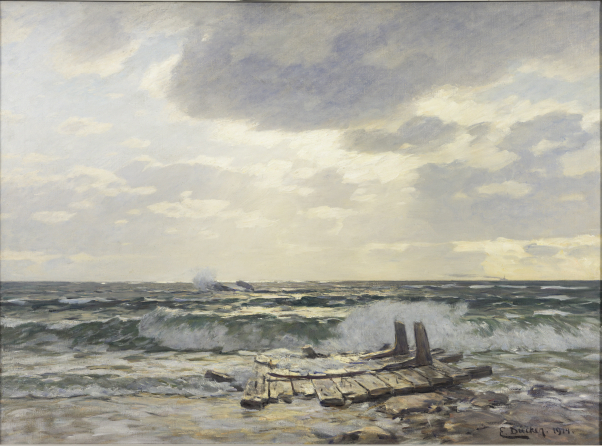
Meri, Eugen Gustav Dücker
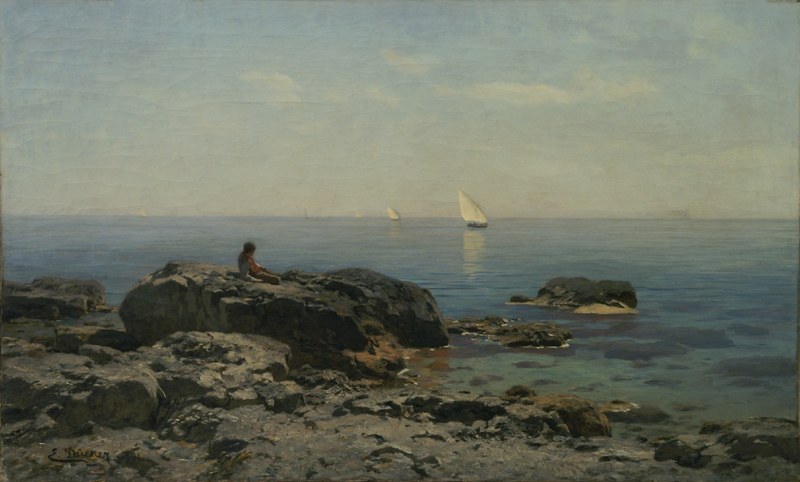
Meremaastik, Eugen Gustav Dücker
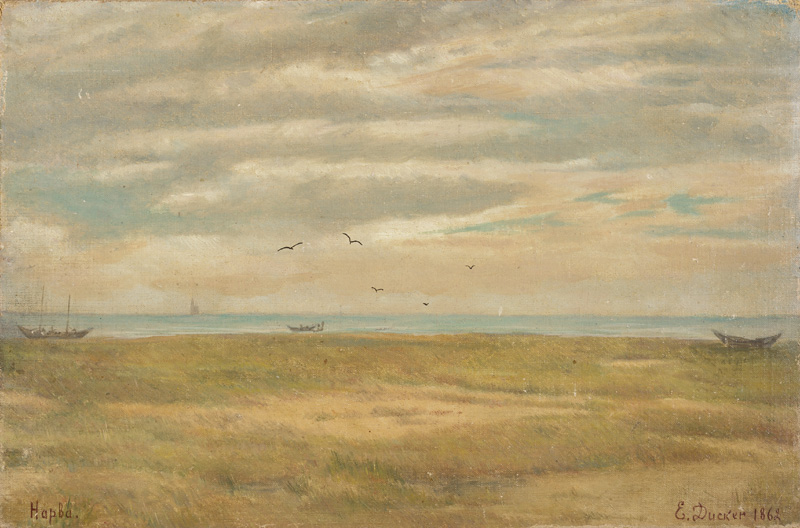
Narva (Mere vaade). Etüüd, Eugen Gustav Dücker
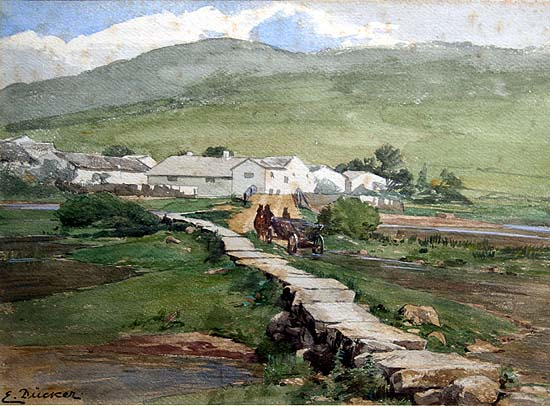
Tee külasse